# Mark Jones (cầu thủ bóng đá, sinh năm 1968)
Mark Jones (sinh ngày 4 tháng 1 năm 1968) là một cựu cầu thủ bóng đá người Anh thi đấu ở vị trí tiền vệ ở Football League cho Walsall, Exeter City và Hereford United trong thập niên 1980.